# Temir Kapyg
Temir Kapyg (dosł. Żelazne Wrota) - termin stosowany w średniowieczu dla oznaczenia przejścia górskiego, prowadzącego z Sogdiany do Tocharystanu, znajdującego się w Górach Bajjsuńskich.